# 新相之木站
新相之木站（日语：／ Shin-ainoki eki */?）是隸屬於富山地方鐵道的鐵路車站，座落於富山縣上市町，車站編號為T11，於2013年12月26日才開站，屬請願站，是繼榮町站及新黑部站後第三最新設的車站。

## 車站結構
設有以金屬板組合而成的單層簡易站舍1座，最左側為正式入口，而前端為附設2張長櫈的候車室，長櫈中間設有後門，與由正門進入後的通通相連，直達至開放式站口。另外站舍附設男、女獨立洗手間，但入口卻設於站舍後方。
設有全由鋼板及角鐵所建成的側式月台1個，全長65米，闊2米，有效長度為3輛，其中向相之木站方向的2節車廂長度附設了月台上蓋，並一直向站舍方向伸延，使無障礙斜道、及出入樓梯及通往閘口的通道均能覆蓋。月台上除上蓋及路線牌外，則沒有再設置其他設施。列車到站時，往上市方向為左側開門，往富山方向為右側開門。

### 月台配置
| 路線  | 方向 | 目的地                                       | 備註 |
| ----- | ---- | -------------------------------------------- | ---- |
| ■本線 | 上行 | 電鐵富山方向                                 |      |
| ■本線 | 下行 | 上市、中滑川、電鐵黑部、舌山、宇奈月溫泉方向 |      |

## 歷史
- 2013年8月8日：國土交通省北陸信越運輸局批准富山地方鐵道申請，於現址興建新車站[4]。
- 2013年12月26日：車站開業。

## 相鄰車站
富山地方鐵道
■本線
特急「宇奈月」、急行
通過
普通
相之木（T10）－新相之木（T11）－上市（T12）

## 外部連結
- 富山地方鐵道新相之木站公式網頁。 （页面存档备份，存于）（日語）